# Glossosoma mirabile
Glossosoma mirabile là một loài Trichoptera trong họ Glossosomatidae. Chúng phân bố ở miền Cổ bắc.